# (5061) McIntosh
(5061) McIntosh (1988 DJ) – planetoida z pasa głównego asteroid okrążająca Słońce w ciągu 5,37 lat w średniej odległości 3,06 j.a. Odkryta 22 lutego 1988 roku.